# 汉密尔顿花园
汉密尔顿花园（英語：Hamilton Gardens），又譯漢密頓花園，是在新西兰汉密尔顿南部的一个花园式公园。其由汉密尔顿市议会所拥有和管理。汉密尔顿花园位于怀卡托河两岸，占地54公顷的公园。它是怀卡托地区最受欢迎的景点，每年吸引超过100万游客，并举办2000多次活动。
園區裡有許多的花園、寬闊的草地、培育中心、一座湖、可租用的會議中心和墓園。
廣義來說，漢米爾頓是一個植物園，但是沒有被正名為一個植物園。園區裡21座花園各以不同方式呈現，包含各國傳統建築、文化、藝術、信仰、各種不一樣的生活型態。主要分為天堂花園、景觀花園、培植花園、夢幻花園與文化花園五大部分，其中的文化花園結合了中式、日式、美式等多國建築的花園。
花園的前身是一個垃圾處理場，1971年的時候，市政府為了不讓高速公路開發到那個區域，所以設立花園。直到1982年，有更多設施後，才開放給民眾。這個植物園沒有收費，而是接受捐款，並繼續在擴建新的主題花園和設施。
此花園位於漢米爾頓希尔克雷斯特區的國道1號公路上。

## 交通工具
可從漢密爾頓市中心搭乘標有希尔克雷斯特10號公車到漢密爾頓花園。